# سیف‌الدوله
سلطان محمد میرزا، ملقب به سیف‌الدوله، شاهزاده قاجار و حاکم اصفهان بود. وی در ملایر در گذشته است.

## زندگی
سیف‌الدوله پسر فتحعلی‌شاه بود و مادرش طاووس‌خانم تاج‌الدوله همسر محبوب فتحعلی‌شاه که شاه تخت طاووس را به نام او نامگذاری کرد.
به نوشته ملک‌ایرج میرزا (برادر سیف‌الدوله):
«سیف‌الدوله در طفولیت دده‌ها و للـه‌های متعدد داشتند که غلام پیشخدمت‌باشی بودند، امان‌الله‌خان افشار للـه‌ی سواری ایشان بود. آقا الله‌وردی که تربیت‌یافته خان مروی بود، للـه‌ی دیگر ایشان بود و میرزا عبدالوهاب‌خان معتمدالدوله مربی مشق ایشان بود»
سلطان محمد میرزا در ۲۶ جمادی‌الاول ۱۲۲۸ قمری در تهران متولد شد. در سفر فتحعلی‌شاه به اصفهان در ۱۲۴۰ قمری، شاه از عبدالله خان امین‌الدوله، حاکم وقت اصفهان، پنجاه هزار تومان پیشکشی درخواست کرد و چون امین‌الدوله از دادن این مبلغ امتناع ورزید، فتحعلی‌شاه حکومت اصفهان را به سیف‌الدوله که در آن زمان دوازده سال داشت سپرد و یوسف‌خان گرجی را به عنوان وزیر او معین کرد. در سال ۱۲۵۰ قمری فتحعلی‌شاه جهت رسیدگی به مالیات‌های پرداخت نشده شیراز، بار دیگر به اصفهان سفر کرد و در خانه سیف‌الدوله اقامت گزید و در همان‌جا از دنیا رفت. پس از درگذشت فتحعلی‌شاه، جانشین او محمد شاه که قدرت عموهایش را خطری برای تاج و تخت خود می‌شمرد، خسروخان گرجی را مامور کرد تا سیف‌الدوله را از حکومت معزول کرده و به تهران بیاورد. سیف‌الدوله در تهران چندی در خانه مادرش تاج‌الدوله می‌زیست و منتظر بود از طرف شاه به حکومتی منصوب شود. پس از مدتی چون منسبی به او داده نشد، از شاه اجازه گرفت و به عراق رفت. چندی در بغداد زیست و به تهران بازگشت. در سال ۱۲۷۹ قمری از راه گیلان و شیروان به استانبول و اسکندریه و از آنجا به مکه رفت و پس از به جا آوردن حج از شامات به بغداد بازگشت و از آن‌جا به زیارت مشهد رفت و دوباره در تهران اقامت گزید.
در سال ۱۲۸۸ قمری به تولیت آستان قدس رضوی منصوب شد و بعد از دو سال به تهران آمد.
سیف‌الدوله در جوانی با دختر نظرعلی‌خان شاهسون ازدواج کرد. ولی چندی نگذشت که او را طلاق داد و دختر نظرعلی خان همسر عباسقلی معتمدالدوله جوانشیر شد. پس از آن سیف‌الدوله هیچ‌گاه ازدواج نکرد و فرزندی نیز باقی نگذاشت.

## منش و بینش
سیف‌الدوله شاهزاده‌ای متدین و درویش مسلک بود. در زمان اقامت در اصفهان در نزد عالمان و درویش‌های آن شهر همچون زین‌العابدین شیروانی تحصیل کرده بود. او حامی شعرا و نقاشان بود. در شعر و ادبیات دست داشت و با فرزندان یغمای جندقی به خصوص اسماعیل هنر آمیزش داشت و دیوان کامل خود را به رسم یادگار به اسماعیل هنر سپرد.
ملک‌ایرج میرزا دربارهٔ اخلاق سیف‌الدوله می‌نویسد:
«همیشه از بعضی اطوار ناشایست که لازمه جوانی‌ست برکنار بود. قماربازی نمی‌داند. شراب نخورده است.»

### کوشش در آبادی اصفهان
اصفهان که پس از سرنگونی صفویان دچار خسارت‌های بسیار شده بود، بار دیگر در زمان حکمرانی سیف‌الدوله دوره‌ای از آرامش و آبادی به خود دید. سیف‌الدوله بسیاری از خرابی‌های پیشین را مرمت کرد که این موضوغ را در سفرنامه خود نیز می‌نویسد:
«باغ هشت بهشت به کلی مخروبه و مهجور بود. عمارات را تعمیر کلی کرده و باغ را درخت نشاندم، صورت آبادی یافت. اکثر بیوتات اطراف عمارت اشرف از بناهای راقم حروف است.»
تعمیر کلیسای وانک و تعیین مقرری روزانه برای آنجا نیز از دیگر اقدامات سیف‌الدوله بود که به این ترتیب قصد داشت نزد ارمنیان اصفهان محبوبیت کسب کند و زمینه بازگشت مسیحیان فراری به هند و بغداد را فراهم آورد. سیف‌الدوله بنای عمارت سرپوشیده را نیز به خود نسبت می‌دهد و اوژن فلاندن نیز این کاخ را از ساختمان‌های سیف‌الدوله می‌داند، هرچند باور دارد که بخشی از آن از خرابه‌های دوره صفوی بوده‌است.

## آثار
- سفرنامه سیف‌الدوله معروف به سفرنامه مکه،
- کلیات سیف‌الدوله که شامل دو دفتر است:[۲]
  - دفتر باقری، یا هجویات که به سبک اشعار یغما سروده شده‌است.
  - دفتر سلطانی که خود شامل پنج بخش است:
    - غزلیات
    - ترجیعات و رباعیات
    - زین‌الرسائل، شامل داستان‌های اخلاقی و مشاهده‌های خود نویسنده
    - وسیله‌النجاه، دربارهٔ احکام مذهبی شیعیان
    - سیف‌الرسائل، که یک مثنوی در دوهزار بیت است و در آن از بی‌مهری حاجی میرزا آقاسی، مظالم خسروخان گرجی، مسافرت از اصفهان به تهران و سپس از تهران به عراق و عشقبازی‌هایش در بغداد سخن گفته است.